# Falsk auktoritet
En falsk auktoritet är ett argumentationsfel som avser referenser eller retoriska uttryck som underlåtit information men ändå framstår som auktoritativa.
Exempelvis att en expert inom ett visst område får uttala sig som "expert" inom ett helt annat utan att nödvändigtvis ha kompetensen, eller att representanter för olika intressen inte blir "varudeklarerade". I de senare fallen kan det handla om kategorin "debattörer" och "politiskt sakkunniga" med flera där organisationstillhörighet eller andra intressen helt utelämnas, något som medför att personen framstår som neutral och saklig.
I andra fall kan det röra sig om att det bara är en titel på en person som anges, exempelvis "professor ...", "läkaren ..." och så vidare. I dessa fall finns en underlåtenhet att skriva ut inom vilka områden dessa är verksamma. Inom reklamen förekommer ofta uttryck som "...ett flertal studier har visat..." utan att närmare ange vilka studier det handlar om, vem som utfört dessa, åt vem studien är utförd och i vilka syften med mera. Samtliga dessa exempel gör det svårt för läsaren att avgöra pålitligheten i det skrivna.